# Gienierał Korniłow
"Gienierał Korniłow" (ros. Бронепоезд "Генерал Корнилов") – lekki pociąg pancerny białych podczas wojny domowej w Rosji.
27 czerwca 1918 r. w składzie Armii Ochotniczej został utworzony Lekki Pociąg Pancerny Nr. 2. Składał się z 2 platform kolejowych z działem i działkiem 47 mm oraz platformy z karabinami maszynowymi. Dowódcą został płk Gromyko. Na pocz. sierpnia 1918 r. uczestniczył w natarciu na Stawropol. Na przełomie sierpnia i września tego roku wraz z ciężkim pociągiem pancernym "Jedinaja Rossija" brał udział w ataku na Armawir. Po utracie miasta w połowie września, wycofał się w kierunku stanicy Kawkazkaja, a następnie po raz drugi wraz z pociągiem pancernym "Jedinaja Rossija" atakował Armawir. Podczas walk otrzymał trafienie artyleryjskie w jedną z platform, po czym skierowano go na remont. O jego działaniach bojowych w 1919 r. niewiele wiadomo. W lipcu tego roku działał w składzie Armii Północno-Zachodniej gen. Nikołaja N. Judenicza. Uczestniczył wówczas w rejonie miasta Koporie w pojedynku artyleryjskim z bolszewickim pociągiem pancernym "Imienia Wołodarskiego". Następnie powrócił na południe Rosji. Wszedł w skład 2 Dywizjonu Pociągów Pancernych. W październiku brał udział w ataku na Orzeł, działając na linii kolejowej Małmyży-Nowosil. Prawdopodobnie w tym czasie otrzymał nazwę "Gienierał Korniłow", na cześć gen. Ławra G. Korniłowa. W poł. lutego 1920 r. skierowano go na linię kolejową Armawir-Tuapse, gdzie walczył z oddziałami "zielonych". Następnie bronił Tuapsie przed atakami wojsk bolszewickich. 25 marca tego roku został opuszczony (prawdopodobnie w rejonie stacji Gojtch), a jego platformy wyrzucone do morza w związku z ewakuacją na Krym. Ostatnim jego dowódcą był kpt. Prokopowicz.